# Argna ferrari
Argna ferrari е вид охлюв от семейство Argnidae. Видът не е застрашен от изчезване.

## Разпространение и местообитание
Разпространен е в Италия, Франция и Швейцария.
Обитава гористи местности и долини.